# Caiana
Caiana är en kommun i Brasilien.   Den ligger i delstaten Minas Gerais, i den sydöstra delen av landet, 800 km sydost om huvudstaden Brasília. Antalet invånare är 4 970.
Omgivningarna runt Caiana är huvudsakligen savann. Runt Caiana är det ganska glesbefolkat, med 32 invånare per kvadratkilometer.